# Musikjahr 1723
Liste der Musikjahre

◄◄ | ◄ | 1719 | 1720 | 1721 | 1722 | Musikjahr 1723 | 1724 | 1725 | 1726 | 1727 | ► | ►►

Weitere Ereignisse
Dieser Artikel behandelt das Musikjahr 1723.

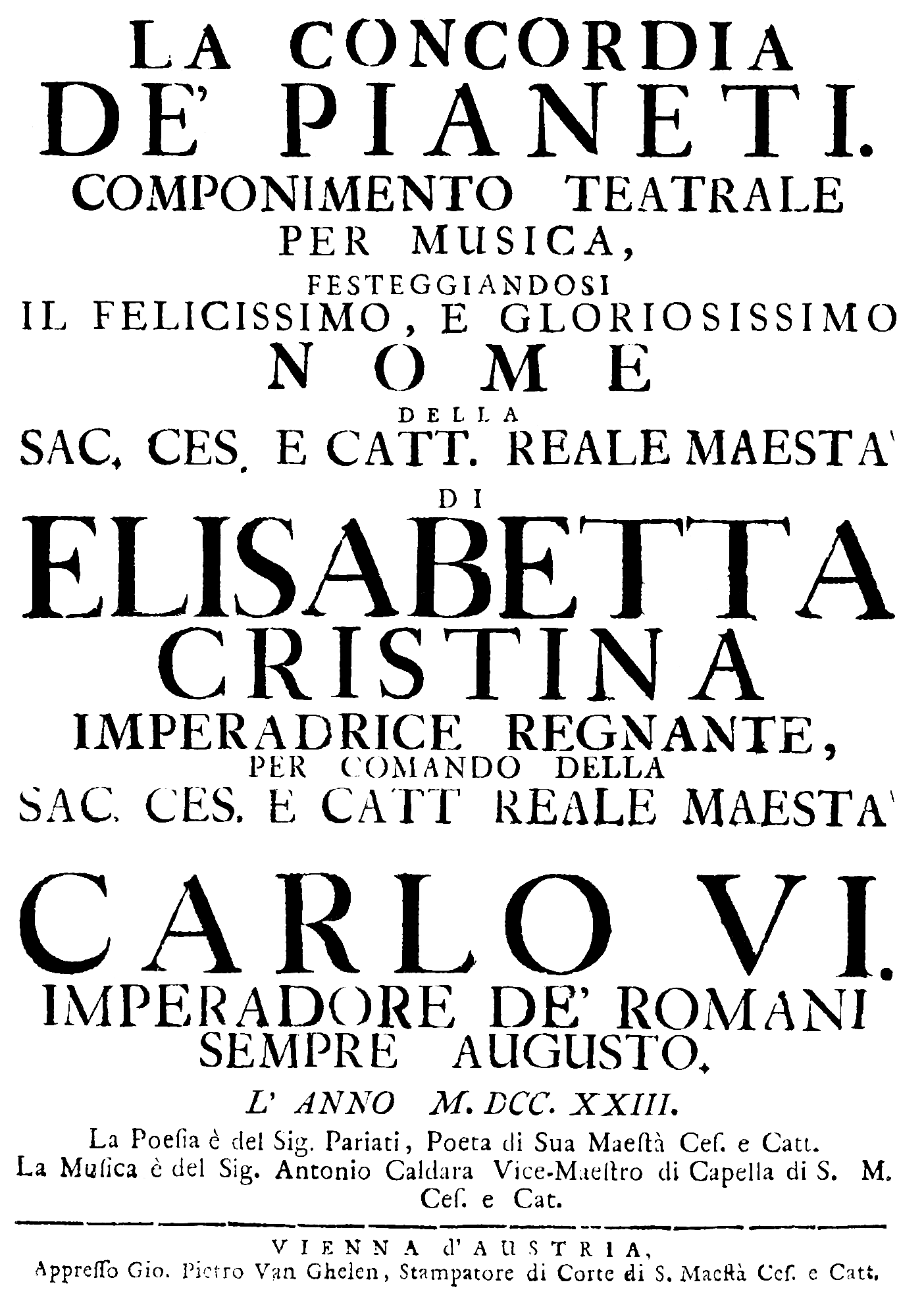
Antonio Caldara – La concordia de' pianeti – Titelseite des Librettos – Wien 1723

## Ereignisse

### Johann Sebastian Bach
- Johann Sebastian Bach ist seit dem 7. August 1717 Kapellmeister und Director derer Cammer-Musiquen am Hof des Fürsten Leopold von Anhalt-Köthen in Köthen. Im Vorjahr hat er sich um die Stelle als Thomaskantor in Leipzig beworben.
- Den Titel eines Fürstlich-Köthenischen Kapellmeisters darf Bach weiter führen und er liefert noch bis zum Tod Leopolds von Anhalt-Köthen (1728) Musik zu den Festtagen des Fürstenhauses.
- 07. Februar: Für seine Bewerbung als Thomaskantor führt Bach die Probestücke Jesus nahm zu sich die Zwölfe (BWV 22) und Du wahrer Gott und Davids Sohn (BWV 23) auf. Nach den Absagen von Georg Philipp Telemann und Christoph Graupner erhält Bach das Amt als Drittgereihter.
- 13. April: Bach erhält die Erlaubnis, Köthen zu verlassen, um seine neue Position als Thomaskantor und musikalischer Leiter der Thomaskirche zu Leipzig anzutreten.
- 00. April: Gleich nach seiner Ankunft in Leipzig fängt Bach an, die notwendigen Kantaten zu komponieren oder zu überarbeiten. Bei dieser systematischen Arbeit schafft Bach in den ersten beiden Jahren im Schnitt ungefähr ein Werk pro Woche, danach verlangsamt er das Tempo. Insgesamt sind zwei vollständige Jahrgänge überliefert, der Nekrolog berichtet von drei weiteren (siehe Bachkantate). Hinzu kommen Aufträge für Kantaten zu Hochzeiten, Taufen und Begräbnissen.
- 30. Mai: Mit der Aufführung seiner Kantate Die Elenden sollen essen (BWV 75) in der Nikolaikirche tritt Johann Sebastian Bach seinen Dienst als Thomaskantor in Leipzig an. Er wird diese Stelle bis zu seinem Tod 1750 ausüben.
- 06. Juni: Uraufführung der Bach-Kantate Die Himmel erzählen die Ehre Gottes (BWV 76)
- 20. Juni: Am vierten Sonntag nach Trinitatis führt Bach erstmals seine Kantate Ein ungefärbt Gemüte (BWV 24) auf. Das Libretto stammt von Erdmann Neumeister und Johann Heermann. Es ist wahrscheinlich, dass er im selben Gottesdienst auch die frühere Kantate Barmherziges Herze der ewigen Liebe dirigierte, die er zum selben Anlass 1715 in Weimar komponiert hatte.
- 24. Juni: Die Bach-Kantate Ihr Menschen, rühmet Gottes Liebe (BWV 167) wird erstmals aufgeführt.
- 02. Juli: Uraufführung der Bach-Kantate Herz und Mund und Tat und Leben (BWV 147) an Mariä Heimsuchung.
- 11. Juli: Uraufführung der Bach-Kantate Ärgre dich, o Seele, nicht (186).
- 18. Juli: Die Bach-Kantate Erforsche mich, Gott, und erfahre mein Herz (BWV 136) wird uraufgeführt.
- 25. Juli: Uraufführung der Bach-Kantate Herr, gehe nicht ins Gericht mit deinem Knecht (BWV 105).
- 01. August: Die Kantate Schauet doch und sehet, ob irgend ein Schmerz sei (BWV 46) von Johann Sebastian Bach hat ihre Uraufführung.
- 08. August: Uraufführung der Bach-Kantate Siehe zu, daß deine Gottesfurcht nicht Heuchelei sei (BWV 179).
- 15. August: Uraufführung der Bach-Kantate Lobe den Herrn, meine Seele (BWV 69a).
- 22. August: Uraufführung der Bach-Kantate Du sollt Gott, deinen Herren, lieben (BWV 77).
- 29. August: Uraufführung von Bachs Kantate Es ist nichts Gesundes an meinem Leibe (BWV 25).
- 30. August: Anlässlich der Ratswechselfeierlichkeiten wird Bachs Kantate Preise, Jerusalem, den Herrn (BWV 119).
- 05. September: Uraufführung von Bachs Kantate Warum betrübst du dich, mein Herz (BWV 138).
- 12. September: Die Bach-Kantate Christus, der ist mein Leben (BWV 95) wird uraufgeführt.
- 19. September: Uraufführung der Bach-Kantate Bringet dem Herrn Ehre seines Namens (BWV 148).
- 03. Oktober: Die für den 19. Sonntag nach Trinitatis komponierte Kantate Ich elender Mensch, wer wird mich erlösen (BWV 48) von Bach wird uraufgeführt.
- 17. Oktober: Uraufführung der Bach-Kantate Ich glaube, lieber Herr, hilf meinem Unglauben! (BWV 109).
- 24. Oktober: Uraufführung von Bachs Kantate Was soll ich aus dir machen, Ephraim (BWV 89).
- 02. November: Bachs Kantate Höchsterwünschtes Freudenfest (BWV 194) wird erstmals zur Einweihung der Kirche und Orgelweihe in Störmthal aufgeführt.
- 07. November: Uraufführung der Bach-Kantate O Ewigkeit, du Donnerwort (BWV 60).
- 14. November: Die Bach-Kantate Es reißet euch ein schrecklich Ende (BWV 90) wird uraufgeführt.
- Für Weihnachten 1723 komponiert Bach die zweite Fassung des Magnificat in Es-Dur (BWV 243a) mit weihnachtlichen Einlagesätzen.
- 21. November: Uraufführung der Bach-Kantate Wachet! betet! betet! wachet! (BWV 70).
- 26. Dezember: Die Weihnachtskantate Darzu ist erschienen der Sohn Gottes (BWV 40) von Bach wird in Leipzig uraufgeführt. Am folgenden Tag erfolgt auch die Uraufführung der Kantate Sehet, welch eine Liebe hat uns der Vater erzeiget (BWV 64), die unter anderem eine Bearbeitung von Martin Luthers Choral Gelobet seist du, Jesu Christ enthält.
- Johann Sebastian Bach wird zum achten Mal Vater. Das erste gemeinsame Kind mit seiner zweiten Frau Anna Magdalena Bach, Christiana Sophia Henrietta Bach (1723–1726), wird geboren.
- Als Kantor und Musikdirektor ist er für die Musik in den vier Hauptkirchen der Stadt verantwortlich. Dazu zählt die Vorbereitung einer Kantatenaufführung an allen Sonn- und Feiertagen. Außerdem obliegt ihm der Musikunterricht in der Thomasschule. Die Internatsschüler sind verpflichtet, als Chorsänger die Gottesdienste mitzugestalten. Sein Deputat als Lateinlehrer, das mit seiner Stelle traditionell verbunden ist, überträgt er gegen eine Geldzahlung an Siegmund Friedrich Dresig, den Konrektor der Schule.
- Für seine Frau Anna Magdalena Bach, die in Köthen eine anerkannte Sängerin war, gibt es in Leipzig kaum Gelegenheit für öffentliche Auftritte. Ihr Singen beschränkt sich ab nun auf Hausmusiken und einige auswärtige Gelegenheiten.
- Aufgrund seines ausgezeichneten Rufs als Orgelgutachter begutachtet Bach die Orgel von Zacharias Hildebrandt in Störmthal und äußert sich über dessen Orgel voller Begeisterung.

### Georg Friedrich Händel

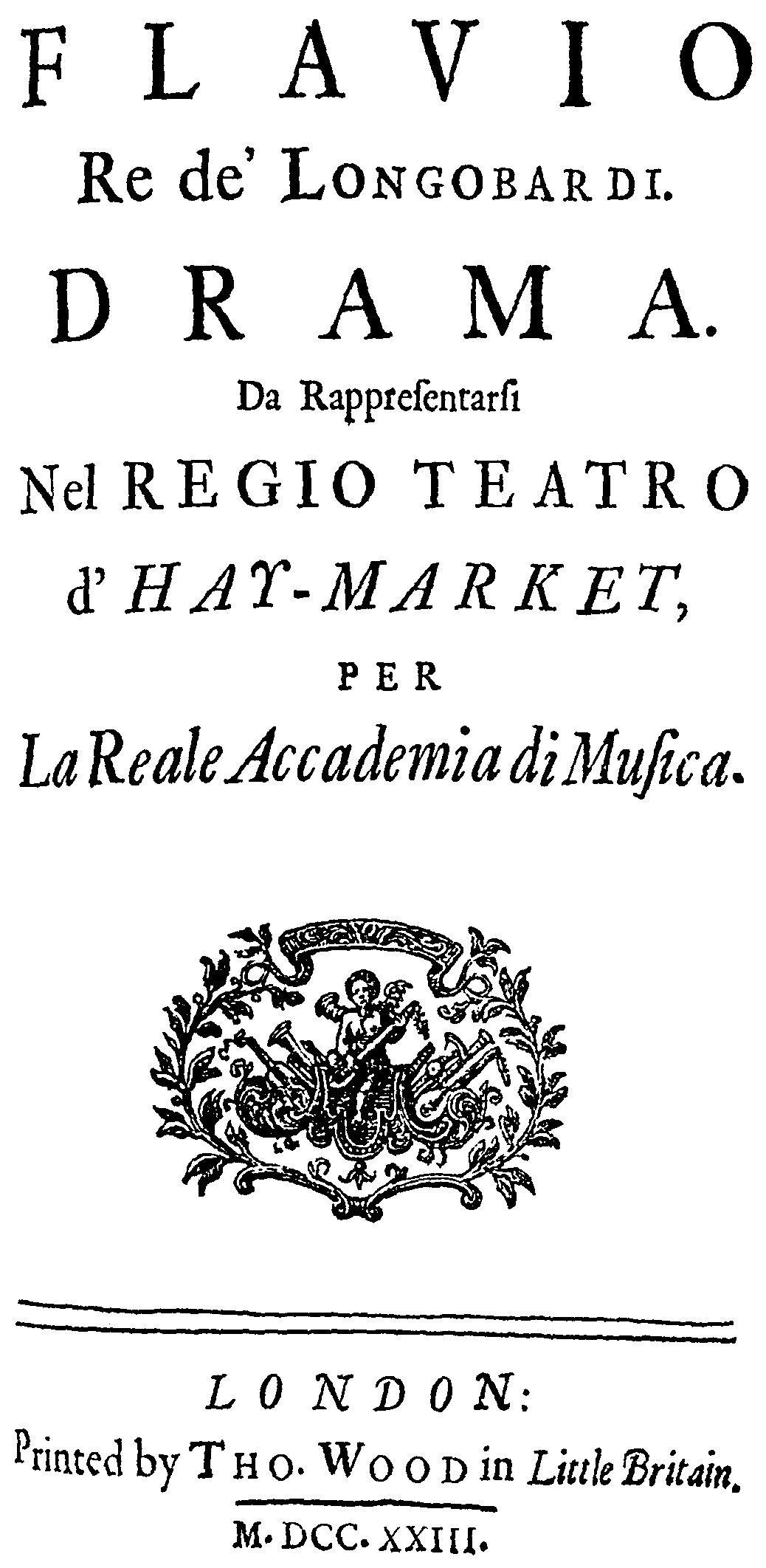
Georg Friedrich Händel – Flavio, re de’ Longobardi – Titelseite des Librettos – London 1723

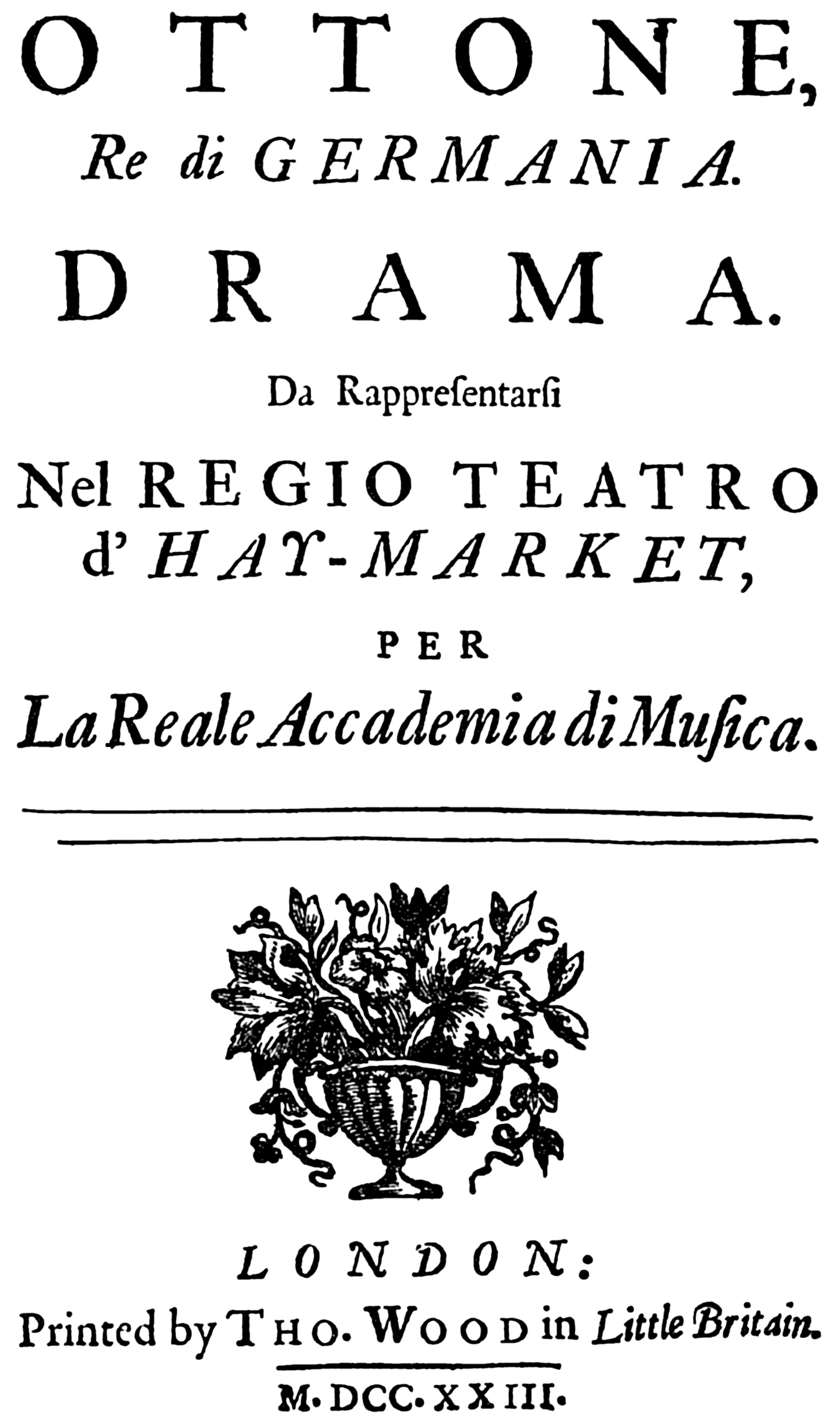
Georg Friedrich Händel – Ottone, re di Germania – Titelseite des Librettos – London 1723

- Georg Friedrich Händel ist in London als musikalischer Direktor der Royal Academy of Music, eines neuen Opernunternehmens auf Subskriptionsbasis am King’s Theatre, tätig.
- Neben Händel beschäftigt die Akademie zeitweise noch die Komponisten Giovanni Bononcini und Attilio Ariosti. Das Publikum spaltet sich in Parteien, die sich entweder hinter Händel oder Bononcini stellen. Insbesondere in der Anfangszeit sind Bononcinis Aufführungen erfolgreicher als Händels.
- Nach heutigen Erkenntnissen ist die Opernakademie von Anfang an unterfinanziert und nur in den besten Zeiten wirtschaftlich tragfähig. Das Management versucht dadurch zum Erfolg zu kommen, dass es noch mehr Starsänger einkauft. Ab Januar 1723 wird Francesca Cuzzoni für zunächst 1500 Pfund pro Saison engagiert.
- 12. Januar: Ottone, re di Germania, ein Dramma per musica von Georg Friedrich Händel auf ein Libretto von Nicola Francesco Haym auf Basis einer Dichtung von Stefano Benedetto Pallavicino, hat mit dem Mezzosoprankastraten Senesino in der Titelrolle seine Uraufführung am King’s Theatre in Haymarket in London. Die Aufführung hat sich wegen der verspäteten Ankunft der Sopranistin Francesca Cuzzoni um ein halbes Jahr verschoben.
- 14. Mai: Flavio, re de’ Longobardi, ein weiteres Dramma per musica von Georg Friedrich Händel hat in der gleichen Besetzung wie Ottone in London seine Uraufführung. Nicola Francesco Hayms Libretto basiert auf einer älteren römischen Quelle, Il Flavio Cuniberto von Silvio Stampiglia, die ihrerseits auf ein gleichnamiges venezianisches Opernbuch von Matteo Noris für den Komponisten Giovanni Domenico Partenio zurückgeht.
- Juli/August: Georg Friedrich Händel zieht in London in die 25 Brook Street und bewohnt hier bis zu seinem Tod im Jahr 1759 zwei Stockwerke. Nahezu alle Werke, die seit 1723 entstehen, werden in diesem Haus komponiert. Auch die Vorbereitungen der Aufführungen finden oft im Händelschen Dining Room statt.
- Finanziell ergeht es Georg Friedrich Händel zu dieser Zeit gut, das Geschäft mit seiner eigenen Musik blüht. So ist er etwa am Verkauf von Eintrittskarten und Noten beteiligt. Die Pension, die er vom englischen Königshaus erhält, macht nur etwa ein Viertel seines Einkommens aus.

### Alessandro Scarlatti
- Alessandro Scarlatti, der sich in den Jahren 1717 bis 1722 überwiegend in Rom aufgehalten und dort mehrere Opern für das Teatro Capranica komponiert hat, verbringt seinen Lebensabend in Neapel.
- Scarlatti beginnt sein letztes Hauptwerk, eine Serenata für die Hochzeit des Prinzen von Stigliano, die durch seinen Tod im Oktober 1725 unvollendet bleiben wird.

### Domenico Scarlatti
- Domenico Scarlatti ist seit 1719 in Lissabon Musiklehrer und Hofkapellmeister am Hofe des frommen und verschwendungssüchtigen Königs Johann V. Scarlatti hat hier vor allem geistliche Vokalwerke zu liefern und schreibt auch einige weltliche Serenatas. Er ist außerdem Cembalolehrer von Dom António (1695–1757), dem jüngeren Bruder des Königs, und der Prinzessin Maria Bárbara de Bragança, die sich als hochbegabt erweist.

### Georg Philipp Telemann
- Georg Philipp Telemann ist seit 1721 Cantor Johannei und Director Musices der Stadt Hamburg, eines der angesehensten musikalischen Ämter Deutschlands. In seinem neuen Amt verpflichtet sich Telemann zur Komposition von zwei Kantaten wöchentlich und einer Passion pro Jahr, in späteren Jahren greift er allerdings bei seinen Kantaten auf frühere Werke zurück. Daneben komponiert er zahlreiche Musiken für private und öffentliche Anlässe, etwa für Gedenktage und Hochzeiten. Das Amt des Cantoris Johannei ist auch mit einer Tätigkeit als Musiklehrer des Johanneum verbunden; seinen Verpflichtungen zu außermusikalischem Unterricht kommt Telemann jedoch nicht selbst nach. Außerdem übernimmt er für ein Jahresgehalt von 300 Talern auch die Leitung der Hamburgischen Oper am Gänsemarkt und baut das bereits 1660 von Matthias Weckmann gegründete, aber mittlerweile nicht mehr konzertierende Collegium musicum neu auf.
- Telemann übernimmt zusätzlich eine Stelle als Kapellmeister von Haus aus für den Hof des Markgrafen von Bayreuth. Dorthin liefert er von Zeit zu Zeit Instrumentalmusik sowie eine Oper jährlich. Telemanns Konzertveranstaltungen finden meist im Drillhaus, der Exerzierhalle der Hamburgischen Bürgerwehr, statt und sind aufgrund des hohen Eintrittspreises den höheren Klassen vorbehalten. Telemann liefert für seine Aufführungen – abgesehen von denen im Opernhaus – fast ausschließlich eigene Kompositionen.

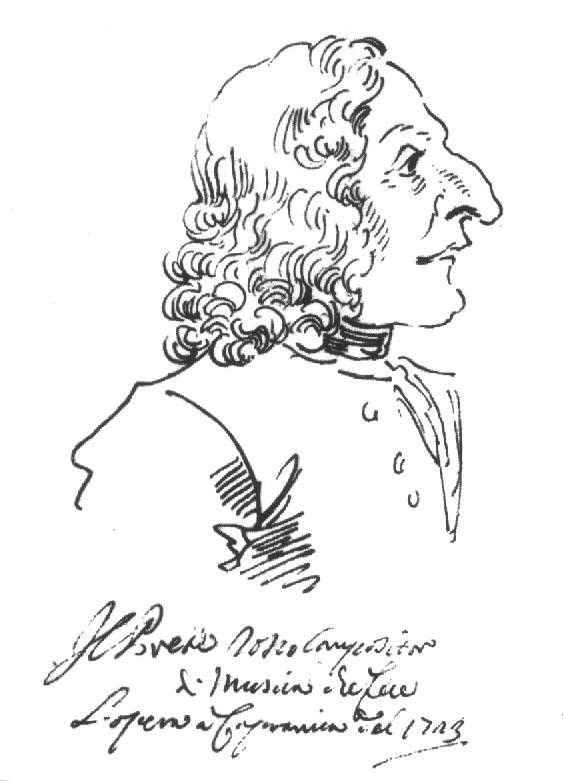
Vivaldi-Karikatur von P. L. Ghezzi (1723)

- 06. April: Anlässlich des 100-jährigen Bestehens der Hamburgischen Admiralität wird die von Georg Philipp Telemann komponierte Hamburger Admiralitätsmusik zusammen mit der Ouvertüresuite Hamburger Ebb’ und Fluth als Serenade uraufgeführt. Der Text stammt von Michael Richey.

### Antonio Vivaldi
- Antonio Vivaldi ist seit 1718 in Mantua tätig, wo er in Diensten von Prinz Philipp von Hessen-Darmstadt hauptsächlich als Intendant und Opernkomponist arbeitet.

### Weitere biografische Ereignisse
- François Couperin muss sein Organistenamt in St-Gervais in Paris, das er seit 1685 innehatte, aus gesundheitlichen Gründen aufgeben.
- In London debütiert Francesca Cuzzoni am 12. Januar neben Senesino und Gaetano Berenstadt in Händels Ottone. Das Daily Journal berichtet, dass Cuzzoni „mit ihrem Gesang das zahlreich erschienene Publikum überraschte und von diesem bewundert wurde“. Bereits drei Tage später, zur zweiten Vorstellung des Händelschen Ottone ist die Popularität der Cuzzoni massiv gewachsen, dass die Eintrittskarten statt für eine halbe Guinea nunmehr für vier Guinea verkauft werden. Am 26. März sollen „einzelne Adlige (sogar) 50 Guinea für eine Eintrittskarte“ bezahlt haben, wodurch sie allein an diesem einen Abend Einnahmen in Höhe von 70 Pfund erzielt. Cuzzoni und Senesino sangen in diesem Jahr auch Hauptrollen in Caio Marzio Coriolano von Attilio Ariosti (23. März 1723), Erminia von Giovanni Bononcini (30. März 1723), Flavio von Händel (14. Mai 1723) und in Giovanni Bononcinis Farnace (30. November 1723).
- Der jugendliche Farinelli tritt, wie es einer beliebten Tradition entspricht, zu Beginn seiner Karriere zunächst in Frauenrollen auf, im Karneval 1723 als Adelaide in Nicola Antonio Porporas Oper Adelaide.

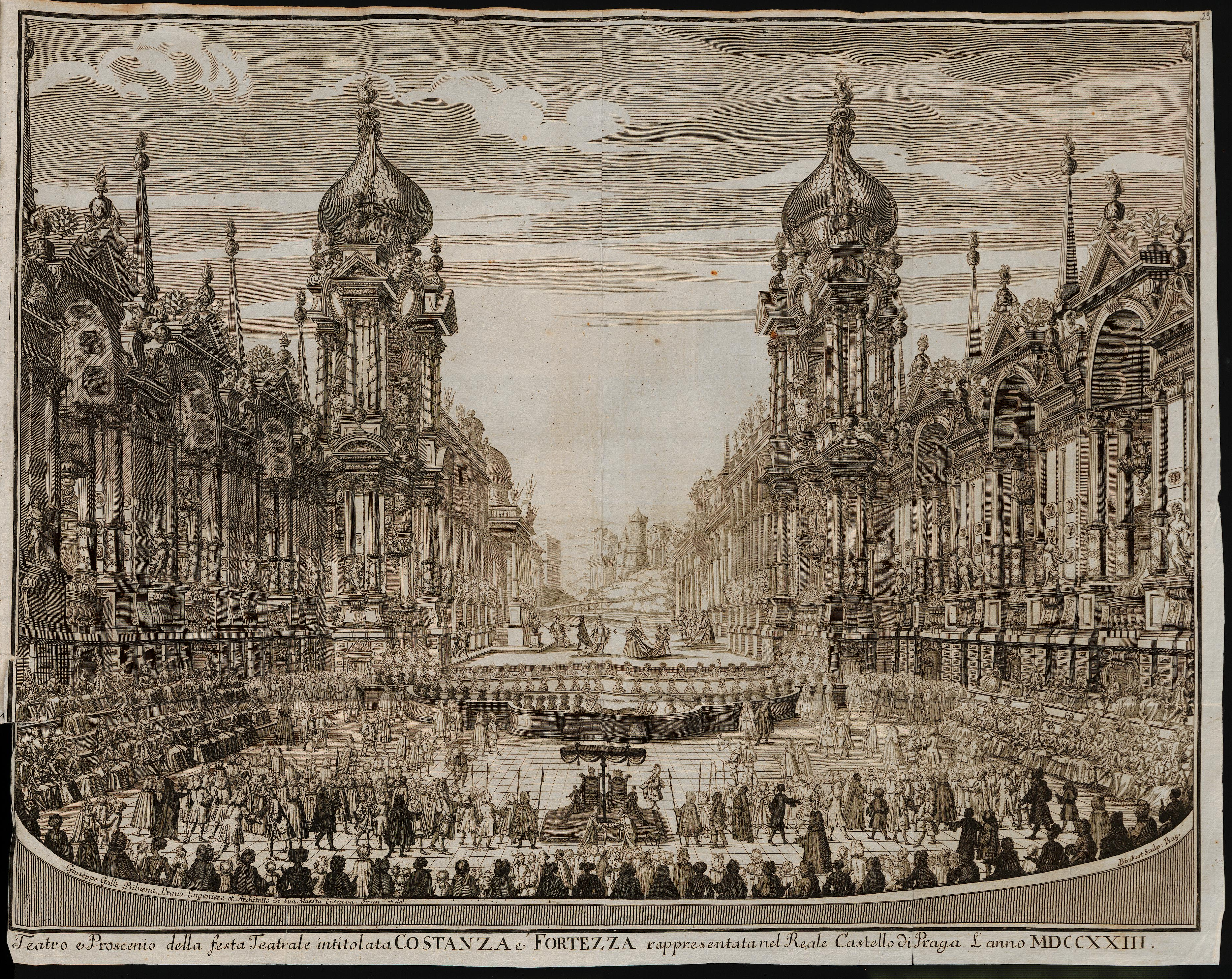
Grafik aus dem Klebeband Nr. 15 der Fürstlich Waldeckschen Hofbibliothek in Arolsen Costanza e fortezza, Oper von Johann Joseph Fux (Musik), Pietro Pariato (Libretto), uraufgeführt am 28. August 1723 in Prag zur Krönung Karl VI. zum König von Böhmen. Theaterarchitektur und Bühnenbilder von Giuseppe Galli da Bibiena. Motiv: Das eigens errichtete Theater in der Reitschule, Blick zur Bühne

- Anlässlich der Krönung von Kaiser Karl VI. zum König von Böhmen wird die Oper Costanza e fortezza von Johann Joseph Fux aufgeführt (mit Ballettmusiken von Nicola Matteis dem Jüngeren). Zu den Musikern gehören auch Silvius Leopold Weiss, Johann Joachim Quantz und Carl Heinrich Graun, die extra nach Prag angereist sind, und auch in Jan Dismas Zelenkas Melodrame de Sancto Wenzeslao mitwirken. Von Zelenka werden bei der Gelegenheit auch mehrere Instrumentalwerke aufgeführt.[1]
- Reinhard Keiser, der 1722 seine Ernennung zum königlich-dänischen Kapellmeister erhalten hat, lässt sich, nach mehreren Besuchen in seiner alten Wirkungsstätte Hamburg, endgültig in Kopenhagen nieder. Er schreibt weiterhin Opern für die Oper am Gänsemarkt, deren Spielplan er gemeinsam mit dem neuen Direktor Georg Philipp Telemann beherrscht.
- Jean-Philippe Rameau beginnt eine Zusammenarbeit mit dem Schriftsteller Alexis Piron. Er komponiert seine ersten Bühnenmusiken zu vier von dessen Komödien. Keine dieser Kompositionen sind erhalten geblieben.
- Gottfried Silbermann erhält am 30. Juni vom sächsischen Kurfürsten Friedrich August I., der zugleich polnischer König ist, das Privileg des königlichen „Hoff- und Land-Orgel-Bauers“. Lukrative Aufträge ins Ausland (Moskau, Petersburg, Kopenhagen, Prag) lehnt er prinzipiell ab und konzentriert sich auf ein Wirkungsfeld im Umkreis von etwa 35 Kilometern. Silbermann ist auch an der Weiterentwicklung im Instrumentenbau beteiligt. Über das von ihm, inspiriert von Regina Gertrud Schwarz (Ehefrau von Johann Ulrich von König), um 1720 erfundene „Clavessin d’amour“ oder „Cimbal d’amour“, ein großes Clavichord, lässt er 1723 einen Aufsatz mit einem Kupferstich drucken. Friedrich August I. erteilt ihm im gleichen Jahr das Privileg für dieses Instrument und gewährt eine 15-jährige Schutzfrist.
- Pier Francesco Tosi lässt seine Gesangsschule Opinioni de’ cantori antichi, e moderni o sieno osservazioni sopra il canto figurato drucken und reist zu diesem Zweck nach Bologna. Diese wird in Europa große Verbreitung finden, was die spätere englische Übersetzung durch John Ernest Galliard (London 1742 oder 1743) und die deutsche durch Johann Friedrich Agricola (Berlin 1757) belegen.
- Giuseppe Tartini und Antonio Vandini und treten in die Dienste des Grafen Kinsky in Prag.
- Francesco Maria Veracini kehrt nach einer Zeit in Deutschland in seine Heimatstadt Florenz zurück, spielt Kirchenmusik und komponiert ein Oratorium. Während dieser Zeit macht er sich einen schlechten Ruf und erntet den Spitznamen eines „capo pazzo“ (Wirrkopfes).
- Unico Wilhelm van Wassenaer heiratet Dodonea Lucia van Goslinga, eine friesische Aristokratin und Tochter von Sicco van Goslinga, mit der er drei Söhne haben wird.
- Pietro Gnocchi wird Kapellmeister am Dom von Brescia.
- Das Zimmermannsche Kaffeehaus von Gottfried Zimmermann in Leipzig beginnt eine Zusammenarbeit mit dem 1701 von Georg Philipp Telemann gegründeten Collegium Musicum, das im Saal des Kaffeehauses Konzerte aufführt. Von 1729 bis 1739 wird Johann Sebastian Bach das Collegium Musicum leiten und hier viele seiner weltlichen Kantaten und Instrumentalkompositionen vorstellen.

### Uraufführungen

#### Bühnenwerke

##### Oper
- 23. März: Die Oper Caio Marzio Coriolano von Attilio Ariosti wird im King’s Theatre in London uraufgeführt. Das Libretto stammt von Nicola Francesco Haym nach Pietro Pariati.
- 30. März: Die Uraufführung der Oper Erminia von Giovanni Bononcini erfolgt am King’s Theatre in London.
- 13. Mai: Das Dramma per musica Siface von Francesco Feo mit dem Libretto von Pietro Metastasio (dessen erste Arbeit als Opernlibrettist), wird in Neapel zum ersten Mal aufgeführt.
- 28. August: Anlässlich der Krönung Karls VI. zum König von Böhmen wird in Prag als Uraufführung die Krönungsoper Costanza e fortezza von Johann Joseph Fux gegeben.
- 01. Oktober: Die Uraufführung der Oper La contesa de’ numi von Antonio Caldara findet in Prag statt.
- 03. oder 17. Oktober: Uraufführung des Opernintermezzo in drei Teilen Albino e Plautilla von Leonardo Vinci im königlichen Palast oder Teatro San Bartolomeo in Neapel.
- 27. November: Die Uraufführung der Oper Farnace von Giovanni Bononcini erfolgt am King’s Theatre in London.
- Carlo Agostino Badia – Il bel genio dell'Austria ed il Fato (Uraufführung in Wien)
- Giovanni Bononcini – Erminia
- Antonio Caldara – La concordia de’ pianeti (Componimento teatrale, Uraufführung in Znaim 1723)

- Francesco Feo – Morano e Rosina
- Georg Friedrich Händel

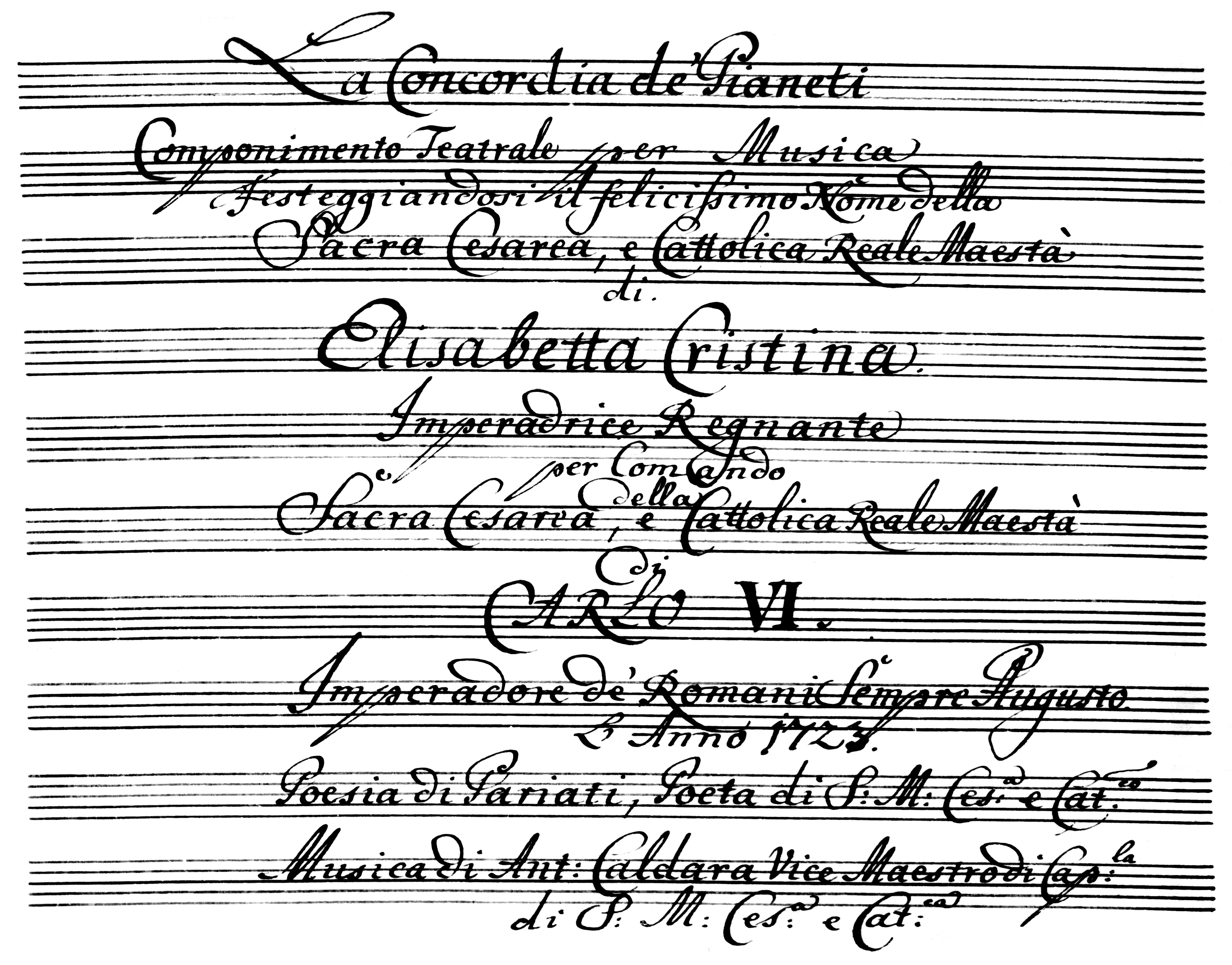
Antonio Caldara – La concordia de' pianeti – Titelseite des Manuskripts – Wien 1723

  - Ottone, re di Germania (Libretto von Nicola Francesco Haym; Uraufführung am 12. Januar 1723 im King’s Theatre in London)
  - Flavio, re de’ Longobardi (Libretto von Nicola Francesco Haym; Uraufführung am 14. Mai 1723 im King’s Theatre in London)
- Johann Adolph Hasse
  - Tigrane (Libretto von Francesco Silvani; Uraufführung in Neapel)
- Reinhard Keiser
  - Sancio oder Die siegende Großmuth (Libretto von Friedrich Maximilian von Lersner oder Johann Ulrich König nach Il miglior d'ogni amore per il peggiore d'ogni odio von Francesco Silvani; vermutlich unvollendet)
- Leonardo Leo
  - La’mpeca scopert
  - Timocrate
- Nicola Antonio Porpora
  - Adelaide (Libretto von Antonio Salvi; Uraufführung in Rom)
  - Amare per regnare
- Antonio Vivaldi
  - Ercole su’l Termodonte (RV 719) wird am 23. Januar 1723 im Teatro Capranica in Rom uraufgeführt. Wie in Rom üblich, sind alle Rollen mit Männern bzw. Kastraten besetzt, es singen u. a. der Sopran Farfallino (Ippolita), der Mezzosopran Giovanni Ossi (Antiope), der Altist Giovan Battista Minelli (Teseo) und Giovanni Carestini (Alceste).[2]
  - Nero (RV Anh. 121)[3]

##### Oratorium
- Francesco Feo – Oratorium Per i Defunti
- Antonio Lotti – Il ritorno di Tobia (Libretto von G. Melani, Uraufführung in Venedig)
- Johann Mattheson – Das Lied des Lammes (Libretto von Christian Heinrich Postel; Uraufführung in Hamburg)
- Georg Philipp Telemann
  - Ein Lämmlein geht und trägt die Schuld (TWV 5:8)
  - Hamburger Admiralitätsmusik (TWV 24:1, zusammen mit Ouvertürensuite Hamburger Ebb’ und Fluth (TWV 55:C3))

### Instrumentalmusik

#### Orchestermusik
- Louis-Antoine Dornel – Concerts de simphonies
- Georg Philipp Telemann
  - Ouvertürensuite Hamburger Ebb’ und Fluth (TWV 55:C3, komponiert 1723?; zusammen mit Hamburger Admiralitätsmusik (TWV 24:1))
- Antonio Vivaldi – diverse Konzerte, die nicht genau datiert werden können.[3]
- Jan Dismas Zelenka
  - Concerto a 8 in G-Dur
  - Hipocondrie a 7 in A-Dur
  - Ouverture a 7 in F-Dur
  - Simphonia a 8 in a-moll[4]

#### Kammermusik
- Jacques Aubert
  - Livres de sonates pour violon et B. c., op. 3
- Johann Sebastian Bach
  - 6 Sonaten („Trios“) für Violine und Cembalo obligato, BWV 1014–1019/1019a (komponiert 1717–1723)[5][3]

- Marin Marais – La gamme et autres morceaux de symphonie
  - La Gamme en forme d’un petit Opera
  - Sonata a la Maresienne
  - La Sonnerie de Ste. Genevieve du Mont de Paris

#### Violoncello solo
- Johann Sebastian Bach
  - 6 Cellosuiten BWV 1007–1012 (komponiert 1717–1723)[5]

### Tastenmusik

#### Cembalo
- Johann Sebastian Bach[5]
  - Französische Suiten:
    - Französische Suite Nr. 2 (Fassung A) (BWV 813, komponiert um 1722–1723)
    - Französische Suite Nr. 3 (BWV 814, komponiert um 1722–1723)
    - Französische Suite Nr. 4 (BWV 815, komponiert um 1722–1723)

  - Inventionen und Sinfonien:
    - zweistimmige Inventionen (BWV 772–786, komponiert 1720–1723)
    - dreistimmige Sinfonien (BWV 787–801, komponiert 1720–1723)

#### Orgel
- Johann Sebastian Bach – Fuge C-Dur (BWV 953, komponiert 1723–1724)[5]

### Vokalmusik

#### Geistlich
- Johann Sebastian Bach – Kantaten

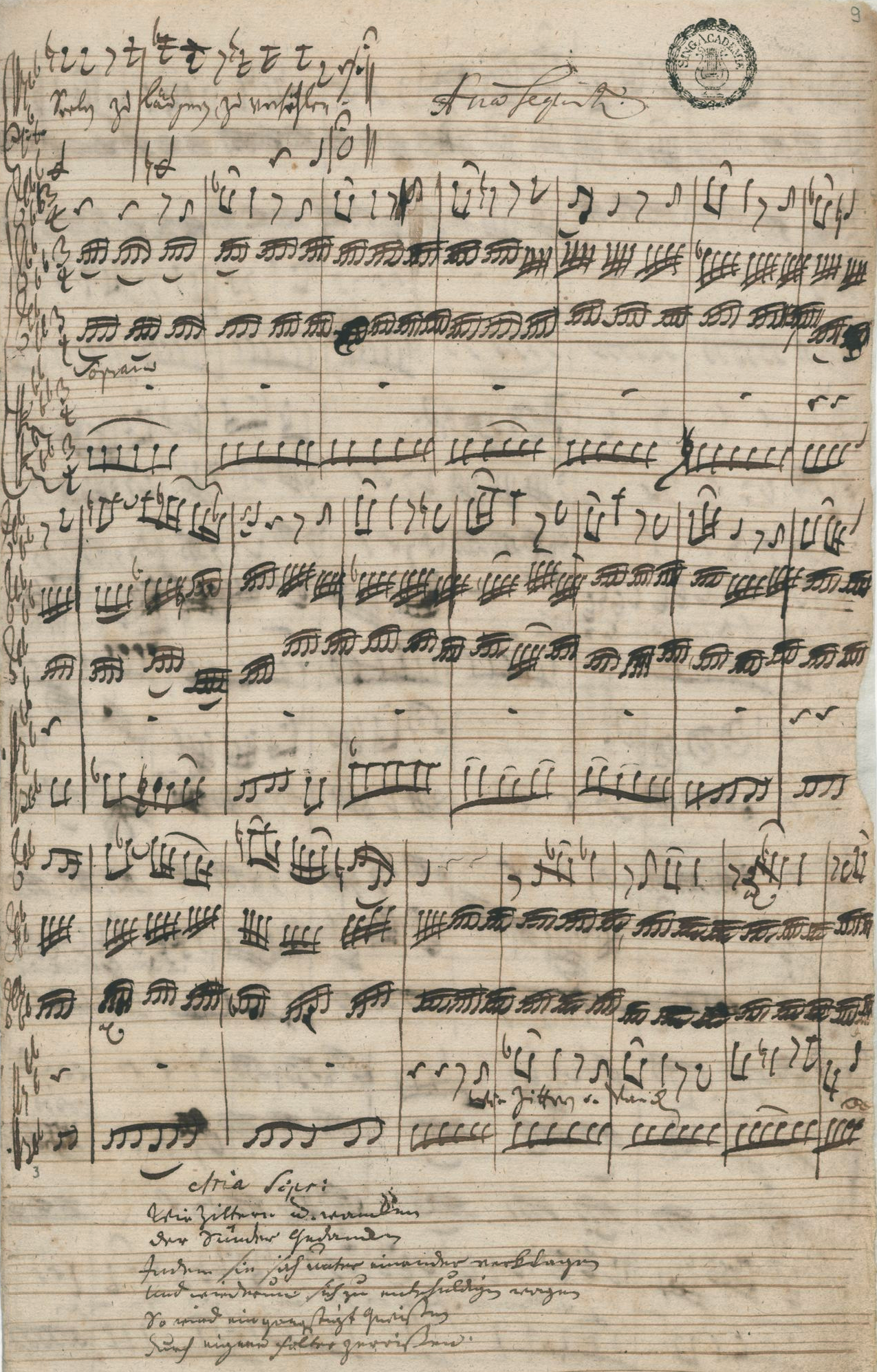
Sopranarie aus der Kantate Herr, gehe nicht ins Gericht (BWV 105)

  - Jesus nahm zu sich die Zwölfe (BWV 22)
  - Du wahrer Gott und Davids Sohn (BWV 23)
  - Ein ungefärbt Gemüte (BWV 24)
  - Es ist nichts Gesundes an meinem Leibe (BWV 25)
  - Darzu ist erschienen der Sohn Gottes (BWV 40)
  - Schauet doch und sehet, ob irgend ein Schmerz sei (BWV 46)
  - Ich elender Mensch, wer wird mich erlösen (BWV 48)
  - Wer mich liebet, der wird mein Wort halten (BWV 59)
  - O Ewigkeit, du Donnerwort (BWV 60)
  - Sehet, welch eine Liebe hat uns der Vater erzeiget (BWV 64)
  - Lobet den Herrn, meine Seele (BWV 69a)
  - Wachet! betet! betet! wachet! (BWV 70, komponiert 1716–1723)
  - Die Elenden sollen essen (BWV 75)
  - Die Himmel erzählen die Ehre Gottes (BWV 76)
  - Du sollt Gott, deinen Herren, lieben (BWV 77)
  - Was soll ich aus dir machen, Ephraim (BWV 89)
  - Es reißet euch ein schrecklich Ende (BWV 90)
  - Christus, der ist mein Leben (BWV 95)
  - Herr, gehe nicht ins Gericht (BWV 105)
  - Ich glaube, lieber Herr, hilf meinem Unglauben! (BWV 109)
  - Preise, Jerusalem, den Herrn (BWV 119)
  - Erforsche mich, Gott, und erfahre mein Herz (BWV 136)
  - Warum betrübst du dich, mein Herz (BWV 138)
  - Herz und Mund und Tat und Leben (BWV 147)
  - Bringet dem Herrn Ehre seines Namens (BWV 148)
  - Ihr Menschen, rühmet Gottes Liebe (BWV 167)
  - Siehe zu, daß deine Gottesfurcht nicht Heuchelei sei (BWV 179)
  - Ärgre dich, o Seele, nicht (BWV 186)
  - Höchsterwünschtes Freudenfest (BWV 194)
  - Neujahrskantate (BWV Anhang 8)
  - Motette Jesu, meine Freude (BWV 227, komponiert 1723?)
  - Sanctus (BWV 237)
  - Sanctus (BWV 238, komponiert 1723?)[5]
- Antonio Maria Bononcini – Stabat Mater
- André Campra – De Profundis (Grand Motet)[6]
- Georg Friedrich Händel
  - Te Deum / Queen Caroline Te Deum (HWV 280, komponiert 1714, revidiert 1723–1724)[7]
- Antonio Vivaldi
  - Motette Canta in prato (RV 623, komponiert 1723–1724)
  - Motette O qui coeli terraeque (RV 631, komponiert 1723–1724)
  - andere Motetten u. a., die nicht genau datiert werden können.[3]
- Jan Dismas Zelenka – Missa Sancti Spiritus, D-Dur (ZWV 4, 1723)

#### Weltlich
- Johann Sebastian Bach
  - Kantate Lateinische Ode (BWV Anh. 20)
  - Kantate Murmelt nur, ihr heitern Bäche[5]
- Louis-Antoine Dornel – Le tombeau de Clorinde. (Kantate) 172

### Lehrwerke
- Pier Francesco Tosi – Opinioni de’ cantori antichi, e moderni o sieno osservazioni sopra il canto figurato (Bologna 1723)
- Johann Mattheson – Critica Musica. Pars 4. Selbstverlag (Hamburg 1723)

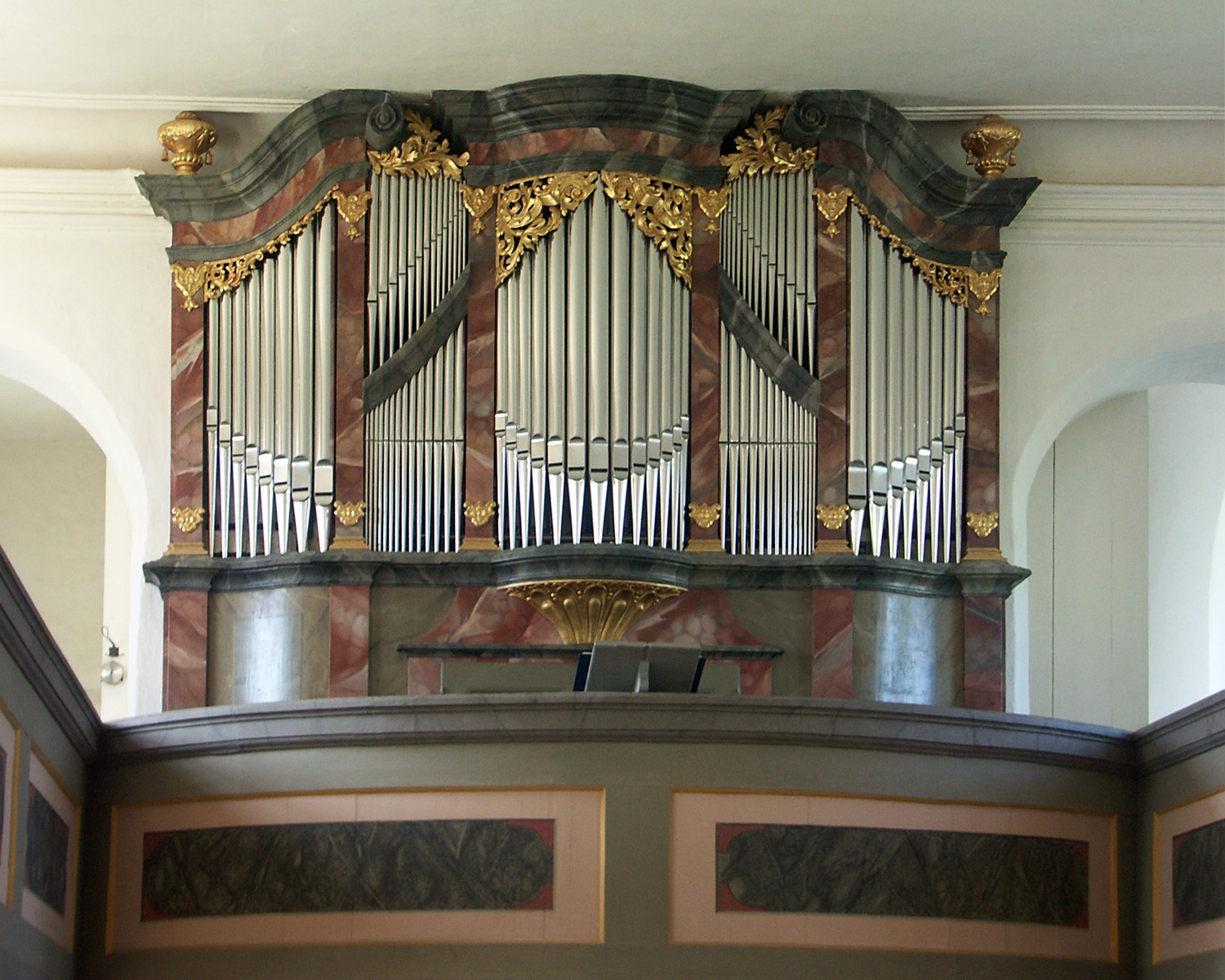
Orgel von Zacharias Hildebrandt in der Kreuzkirche in Störmthal

### Instrumentenbau
- Zacharias Hildebrandt stellt die Orgel in der Kreuzkirche in Störmthal fertig.
- Gottfried Silbermann beginnt mit dem Bau der Orgel für die Stadtkirche St. Petri und Pauli in Reichenbach im Vogtland.
- In der Werkstatt von Antonio Stradivari werden die Violinen Kiesewetter und Jules Falk gefertigt.

## Geboren

### Geburtsdatum gesichert
- 27. Februar: Christiane Eleonore zu Dohna-Lauck, deutsche Dichterin geistlicher Lieder, Adlige und Äbtissin († 1786)
- 25. April: Giovanni Marco Rutini, italienischer Komponist († 1797)
- 17. Juni: Johann Baptist Wendling, deutscher Komponist und Flötist († 1797)
- 30. Juni: Christian Ernst Graf, deutscher Komponist († 1804)
- 11. Juli: Jean-Francois Marmontel, französischer Schriftsteller, Librettist und Enzyklopädist († 1799)
- 27. Juli: Pascal-Joseph Taskin, französischer Klavier- und Cembalobauer wallonischer Herkunft († 1793)
- 26. September: Friedrich Melchior Grimm, deutscher Schriftsteller, Journalist, Theater- und Musikkritiker und Diplomat († 1807)
- 01. Oktober: Johannes Friedrich Drobisch, deutscher Komponist und Kantor († 1762)
- 09. November: Amalie von Preußen, deutsche Komponistin, Schwester Friedrichs des Großen († 1787)
- 22. Dezember: Carl Friedrich Abel, deutscher Komponist († 1787)
- 26. Dezember: Teresa Albuzzi-Todeschini, italienische Opernsängerin († 1760)

### Genaues Geburtsdatum unbekannt
- Teresa Cornelys, italienische Opernsängerin und Unternehmerin († 1797)
- Francesco Antonio Uttini, italienischer Komponist († 1795)

## Gestorben
- 05. Februar: Johann Daniel Herrnschmidt, deutscher evangelischer Theologe und Kirchenlieddichter (* 1675)

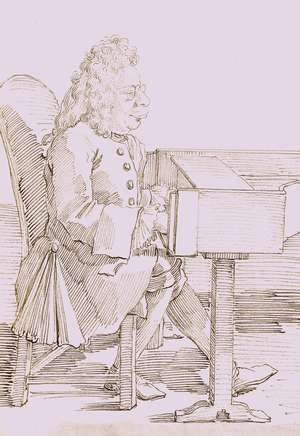
Carlo Francesco Pollarolo; † 7. Februar

- 07. Februar: Carlo Francesco Pollarolo, italienischer Organist und Komponist (* um 1653)
- 04. Juni: Angelo Maria Fiorè, italienischer Komponist und Cellist (* 1660)
- 07. Juni: Miguel López, spanischer Barockkomponist, Organist und Musikwissenschaftler (* 1669)
- 04. August: Jost Friedrich Schäffer, deutscher Orgelbauer (* vor 1642)

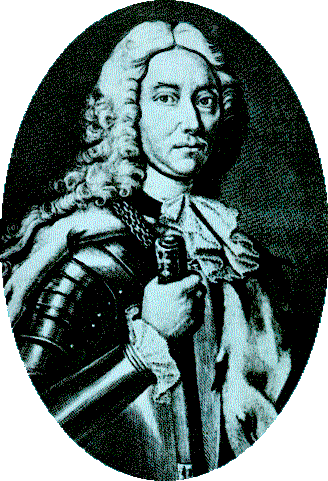
Dimitrie Cantemir; † 21. August

- 21. August: Dimitrie Cantemir, moldawischer Universalwissenschaftler, Historiker, Musiktheoretiker, Komponist, Geograph und Enzyklopädist (* 1673)
- 23. September: William Babell, Organist und Komponist (* 1690)
- 00. September: Johann David Sieber, altösterreichischer Orgelbauer (* um 1670)
- 08. November: Georg Serpilius, evangelischer Theologe und Lieddichter (* 1668)
- 15. November: Philipp Franz Schleich, deutscher Orgelbauer (* um 1686)